# SN 1995ag
SN 1995ag – supernowa typu II odkryta 28 września 1995 roku w galaktyce UGC 11861. W momencie odkrycia miała maksymalną jasność 17,00m.